# Hypocometa titanis
Hypocometa titanis là một loài bướm đêm trong họ Geometridae.